# Dorfkirche Sonnenberg

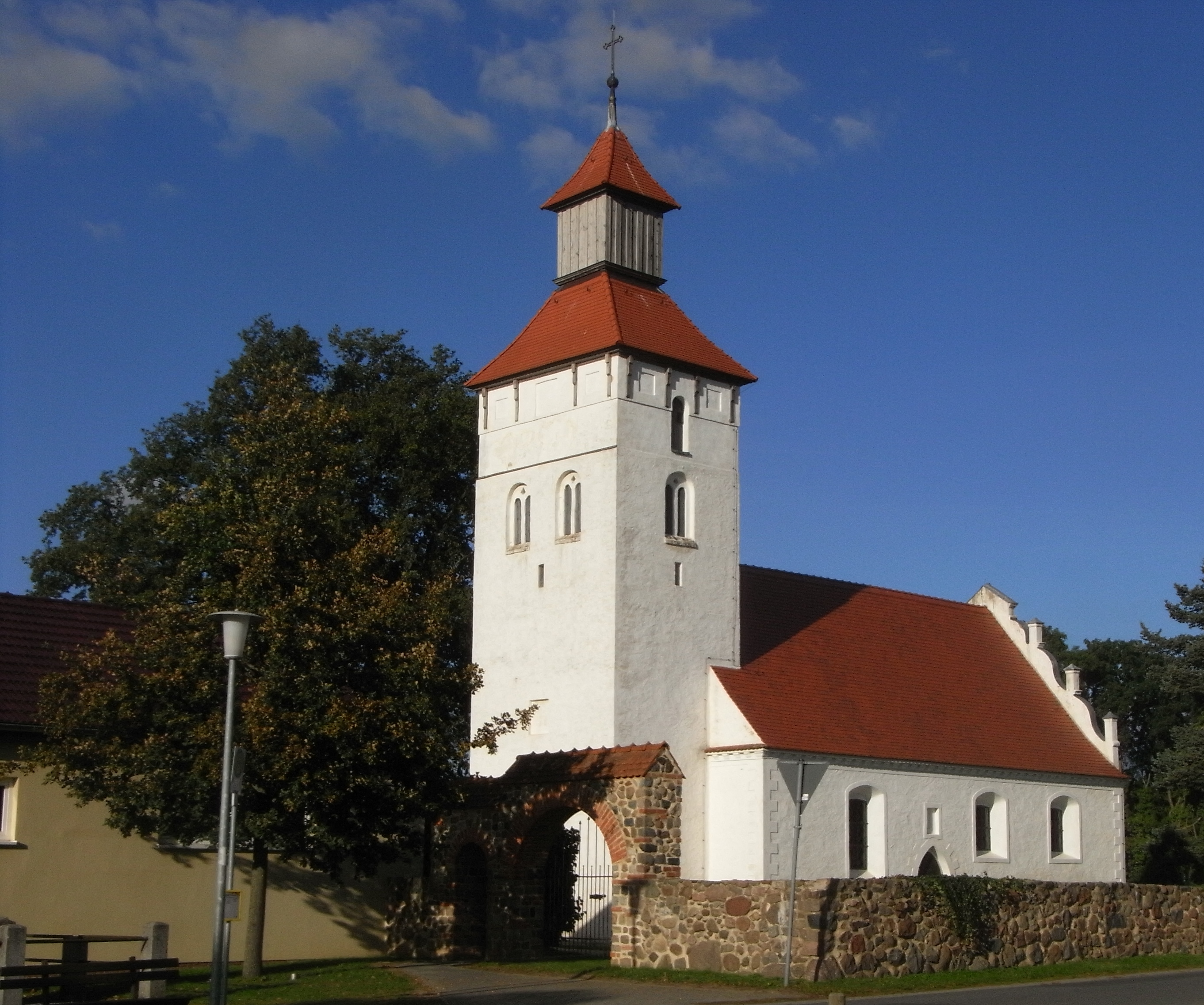
Dorfkirche in Sonnenberg

Die evangelische Dorfkirche Sonnenberg ist eine Saalkirche in Sonnenberg, einer Gemeinde im brandenburgischen Landkreis Oberhavel. Die Kirche gehört dem Pfarrsprengel im Kirchenkreis Oberes Havelland der Evangelischen Kirche Berlin-Brandenburg-schlesische Oberlausitz an. Das Gebäude steht unter Denkmalschutz.

## Baubeschreibung
Es handelt sich um einen spätmittelalterlichen Saalbau aus Feldstein und Backstein mit einem quadratischen Westturm. Der Turmaufsatz ist mit einem Zeltdach und einer Laterne von 1818 ausgestattet. Um 1600 wurde das Schiff umgebaut und mit Stichbogenfenstern, einem Konsolgesims und einem östlichen Renaissance-Schweifgiebel versehen. In einer Kreisblende auf dem Giebel sind Reste des Wappens der von Bredow zu sehen. 
Im Kircheninneren, das von einer Putzdecke überspannt wird, befindet sich eine Hufeisenempore. Des Weiteren gibt es eine große Mensa aus dem 16. Jahrhundert, an deren Schmalseiten jeweils eine rundbogige Blendarkade mit gewundenen Säulchen angebracht ist. Dies scheint eine spätgotische Wiederaufnahme von Formen aus dem 13. Jahrhundert zu sein. Auf der Mensa befindet sich ein barocker Kanzelaufsatz aus Holz mit einem Korb zwischen Säulen und Akanthuswangen.